# ボブ・バートレット
エドワード・ルイス・"ボブ"・バートレット（英: Edward Lewis "Bob" Bartlett、1904年4月20日-1968年12月11日）は、アメリカ合衆国の政治家であり、民主党員である。

## 伝記
バートレットは1904年にワシントン州シアトルで生まれた。1925年にアラスカ大学フェアバンクス校を卒業した後、政界に入った。「フェアバンクス・デイリーニューズ」記者を1933年まで務め、その後アラスカ準州代議員アンソニー・ダイモンドの秘書になった。その3年後にはアラスカ失業保険委員会の委員長になった。
1939年1月30日、フランクリン・ルーズベルト大統領がバートレットをアラスカ準州州務長官に指名した。1945年の第76期からアメリカ合衆国下院におけるアラスカ準州代議員を連続7期務めた。その公的任務を続けながら、アラスカ結核協会の会長とアラスカ戦争委員会の委員を務めた。バートレットはアラスカの州昇格のために常に働き、1959年にアラスカ州が認められた時、初代のアラスカ州選出のアメリカ合衆国上院議員となり、この職を1968年の死の時まで務めた。
バートレットは不言実行の男という評判を得ていた。アメリカ合衆国議会図書館は、議会史上でどの議員よりもバートレットが法案として成立させた数で上回っていると推計している。州昇格の前であっても、1956年のアラスカ・メンタルヘルス授権法などの法案を作った（議会の他の議員が法案を提出した）。提出した法案の中には、放射線安全法や連邦政府が予算を手当てする建物には障害者が自由に接近可能とすることを要求するバートレット法などがあった。
バートレットは、オハイオ州クリーブランドのクリーブランド・クリニック病院で心臓手術を受けた後の1968年12月11日に死んだ。上院議員の後任にはテッド・スティーヴンスが1968年12月24日に指名された。

## 遺産
1971年、アラスカ州はアメリカ合衆国議会議事堂の国立彫像ホール・コレクションにバートレットの銅像を寄付した。
アラスカ州ジュノーの病院、バートレット地域病院（当初はバートレット記念病院）はボブ・バートレットに因んで名付けられた。